# Agricola (Name)
Agricola (oft eine humanistische Latinisierung von „Bauer“) ist ein Vor- und Familienname.

## Vorname
- Agricola (Pelagianer), britischer Theologe
- Agricola von Bologna († um 300), Heiliger und Märtyrer, siehe Vitalis und Agricola

## Familienname
- Adam Christian Agricola (1593–1645), deutscher reformierter Hofprediger in Berlin und Königsberg
- Aegidius Agricola (1578–1646), deutscher Jurist
- Alexander Agricola (1446–1506), franco-flämischer Komponist und Sänger
- Alfred Agricola (1824–1901), deutscher Reichsgerichtsrat
- Augustin Agricola (1735–1784), deutscher Prämonstratenser, siehe Augustin Bauer
- Bartholomäus Agricola (um 1560 – 1621), deutscher Franziskanerprediger und Komponist
- Benedetta Emilia Agricola (1722–1780), italienische Opernsängerin (Sopran)
- Boetius Georgius Agricola (vor 1538 – 1569), Pastor, Hofprediger und Propst
- Christian Agricola (1676–1730), evangelischer Theologe, Pfarrer, Lehrer, Präzeptor und Kantor
- Christoph Ludwig Agricola (1665–1724), deutscher Maler
- Daniel Agricola (um 1490 – um 1540), Schweizer Franziskaner-Minorit und Autor
- Eduard Agricola (1800–1877), deutscher Landschaftsmaler
- Erhard Agricola (1921–1995), deutscher Sprachwissenschaftler und Schriftsteller
- Esther Agricola (* 1989), deutsche Schauspielerin
- Filippo Agricola (1795–1857), italienischer Maler
- Franz Agricola (um 1550 – 1621), katholischer Kontroverstheologe
- Georgius Agricola (1494–1555), deutscher Gelehrter, Humanist, Arzt, Apotheker und Geowissenschaftler, „Vater der Mineralogie“
- Georg Agricola (Humanist) (1530–1575), deutscher Pädagoge, Mediziner und Humanist
- Georg Agricola (Pfarrer) (1554–1630), sächsischer evangelischer Pfarrer und Historiker
- Georg Agricola (Bischof) († 1584), Bischof von Lavant und Seckau
- Georg Andreas Agricola (1672–1738), deutscher Botaniker und Arzt
- Georg Ludwig Agricola (1643–1676), deutscher Musiker
- Herbert Agricola (1912–1998), deutscher Maler, Grafiker und Plakatkünstler
- Hieronymus Otto Agricola (1571–1627), deutscher Geistlicher und Bischof von Brixen
- Ignaz Agricola (1661–1729), deutscher Historiker, Philosoph, Theologe und Jesuit
- Ilka Agricola (* 1973), deutsche Mathematikerin
- Johann Agricola (Mediziner) (1496–1570), deutscher Arzt
- Johann Agricola (Theologe) (um 1534 – 1590), deutscher Theologe
- Johann Agricola (Komponist) (um 1570 – 1605), deutscher Komponist
- Johann Agricola (Alchemist) (1590–1668), deutscher Arzt und Alchemist
- Johann Agricola Eisleben (vor 1560 – 1594), deutscher Politiker, Bürgermeister von Berlin
- Johann Friedrich Agricola (1720–1774), deutscher Musiker und Komponist
- Johann Georg Agricola (1558–1633), deutscher Mediziner
- Johann Jacob Agricola († 1709), deutscher Mediziner und Buchautor
- Johannes Agricola (1494–1566), deutscher Theologe, Pädagoge und Reformator
- Johannes Agricola (Komponist), franko-flämischer Komponist der frühen Renaissance
- Karl Agricola (1779–1852), deutscher Maler und Kupferstecher
- Kaspar Agricola  (1514/1524–1597), deutscher Jurist und Hochschullehrer
- Katharina Agricola (1719–1776), deutsche Haushälterin und Opfer der Justiz
- Kurt Agricola (1889–1955), deutscher Offizier
- Ludwig Agricola (1508–1540), deutscher Theologe und Reformator
- Magnus Agricola (um 1556 – 1605), deutscher lutherisch-evangelischer Theologe
- Martin Agricola (1486–1556), deutscher Musiktheoretiker und Komponist
- Mikael Agricola (um 1509 – 1557), finnischer Theologe
- Otto Agricola (1829–1902), deutscher Politiker, Landrat und Mitglied des Deutschen Reichstags
- Paul Agricola (1570 – nach 1625), deutsch-österreichischer Komponist, Organist und Orgelbauer, siehe Paul Peuerl
- Peter Agricola (1525–1585), deutscher Staatsmann und Humanist
- Peter Franz Agricola (1749–1807), deutscher Theologe, Kanoniker und Dompfarrer in Erfurt
- Philipp Agricola († 1572), deutscher katholischer Theologe
- Rudolf Agricola (Humanist) (1444–1485), niederländischer Gelehrter und Humanist
- Rudolf Agricola (Dichter) (1490–1521), deutscher Humanist, Drucker und Dichter
- Rudolf Agricola (Wirtschaftswissenschaftler) (1900–1985), deutscher Wirtschaftswissenschaftler, Journalist und Politiker
- Rudolf Alexander Agricola (1912–1990), deutscher Bildhauer
- Sandro Agricola (* 1987), deutscher Eishockeytorwart
- Stephan Agricola (1491–1547), deutscher Theologe und Reformator
- Wolfgang Christoph Agricola (um 1600 – um 1659), deutscher Komponist des Barock